# Norman Schenz
Norman Schenz (* 1977 in Wien) ist ein österreichischer Journalist und Moderator. Er war Programmdirektor des Radiosenders Antenne Wien, Gründungsmitglied der Zeitung Österreich und ist seit 2011 der Adabei der Kronen Zeitung.

## Werdegang
Schenz startete 1998 als Volontär bei dem von Wolfgang Fellner gegründeten Radiosender Antenne Wien. Von 2003 bis 2006 leitete er das Unternehmen als Programmdirektor, moderierte zahlreiche Sendungen und Veranstaltungen. Ab 2006 wurde er für die Tageszeitung Österreich tätig, wo er als Society Reporter arbeitete. Besonders seine Reportage rund um den Opernball 2011 sorgte für Aufsehen, als er mit Richard Lugner und dessen Opernballgast Ruby Rubacuori von Genua nach Wien flog. Sie war in Silvio Berlusconis Ruby-Affäre maßgeblich involviert.
Ende 2011 wechselte er zur Kronen Zeitung, wo er von Herausgeber Christoph Dichand als Adabei beschäftigt wurde. Wie sein Vorgänger Roman Schliesser kennt Schenz die Branche beziehungsweise den Gesellschaftsjornalismus in all seinen Facetten, führt immer wieder Interviews mit Weltstars. Sein Aufgabenbereich sind die internationale und europäische Gesellschaft und deren VIPs, insbesondere Prominente und höchster Adel in Österreich und in der mitteleuropäischen Region zwischen Hamburg und Triest. Viele seiner Kontakte liegen im Bereich zwischen Kultur, Sport und Gesellschaft, wobei dazu laut Schenz auch die Social Media Auftritte und Kommentare der VIPs immer wichtiger werden. Seine Artikel in der Kronen Zeitung, der mit Abstand auflagenstärksten Zeitung Österreichs (2020: tägliche Auflage von 650.894 verkauften Exemplaren), gelten als besonders wichtig. Zuletzt formte er unter der Führung von Christoph Dichand und Chefredakteur Klaus Herrmann eine Unterhaltungsredaktion in der Kronenzeitung. Schenz gilt als der bestinformierte Insider der österreichischen Society.

## Privates
Schenz ist verheiratet, und Vater von zwei Söhnen.
Sein Vater war der österreichische Gesellschafts-Journalist Marco Schenz († 2003), der zahlreiche Bücher (über Heinz Conrads Guten Abend, die Madln, Servas die Buam, Rudolf Kirchschläger Bundespräsident Rudolf Kirchschläger, Erik Schinegger Der Mann, der Weltmeisterin wurde und über Romy Schneider Meine Romy) publizierte. Er war unter anderem Chefredakteur der deutschen Zeitschrift Gala und baute das österreichische Printmedium NEWS mit auf. Von Kindesbeinen an begleitete Norman Schenz ihn auf vielen Dienstreisen, lernte so Prominente oft ganz privat kennen.

## Auszeichnungen
- 2011 Journalist des Jahres (Unterhaltung Platz 3)
- 2014 ExtraDienst Bester Journalist, Society
- 2019 ExtraDienst Bester Journalist, Society